# خوسه ناوارو
خوسه ناوارو (اسپانیایی: José Navarro‎؛ زادهٔ ۲۴ سپتامبر ۱۹۴۸) بازیکن فوتبال اهل پرو بود.
از باشگاه‌هایی که در آن بازی کرده‌است می‌توان به باشگاه فوتبال دپورتیوو مونیسیپال و باشگاه فوتبال اسپورتینگ کریستال اشاره کرد.
وی همچنین در تیم ملی فوتبال پرو بازی کرده‌است.